# Onze-Lieve-Vrouw-ten-Hemel-Opgenomenkerk (Brugge)

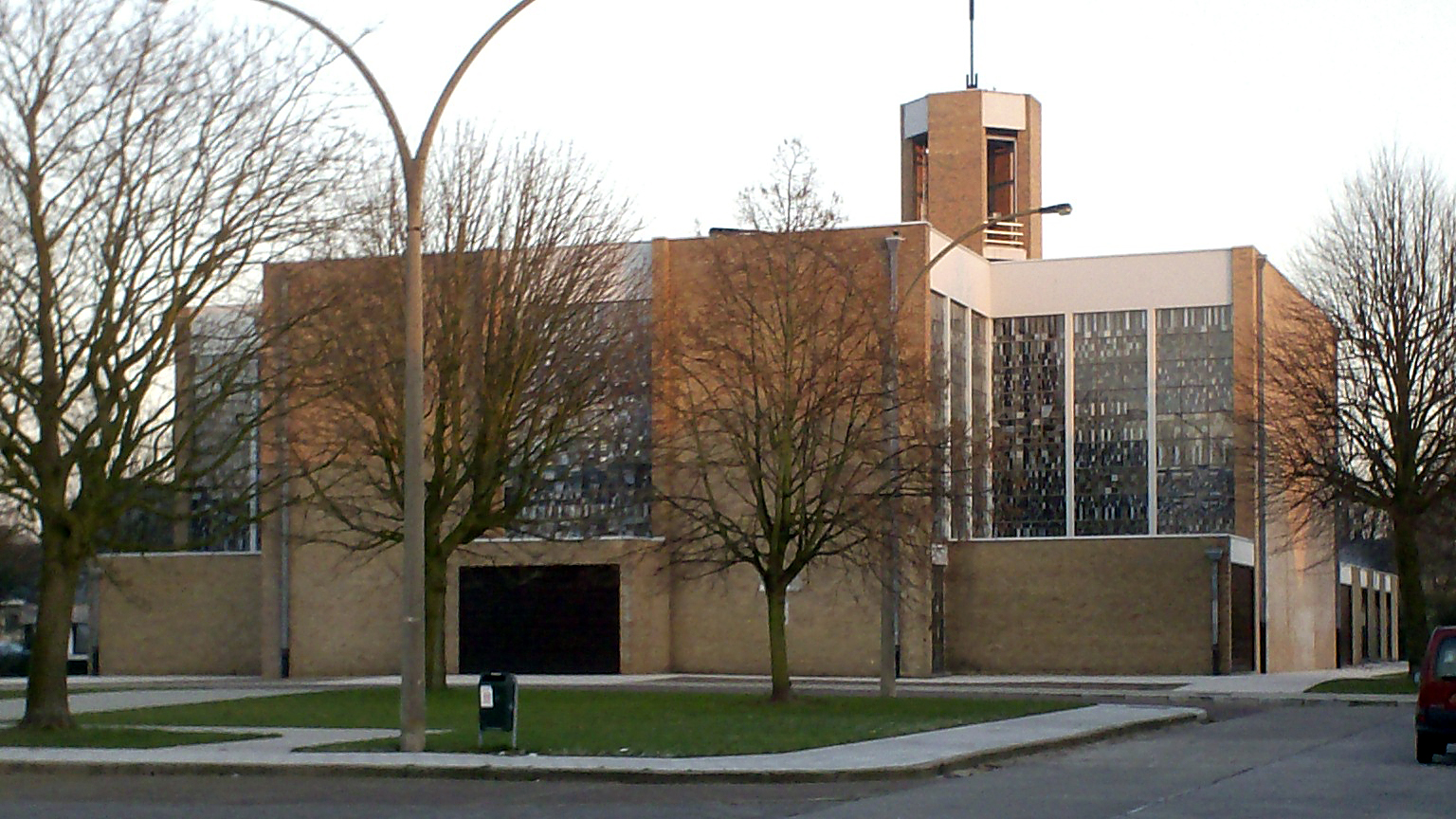
Onze-Lieve-Vrouw-ten-Hemel-Opgenomenkerk

De Onze-Lieve-Vrouw-ten-Hemel-Opgenomenkerk (ook: Maria Assumptakerk) is een parochiekerk in de tot de West-Vlaamse gemeente Brugge behorende plaats Assebroek, gelegen aan de Olmendreef 13 (en: Koningin Elisabethsquare).

## Geschiedenis
Een hulpparochie van de Onze-Lieve-Vrouw-Onbevlekt-Ontvangenparochie werd opgericht in 1953. In 1954 werd een noodkerk in gebruik genomen. Deze werd in 1966-1967 vervangen door een definitieve kerk, welke werd ontworpen door Arthur Degeyter. In 1973 werd deze kerk tot parochiekerk verheven.
Het betreft een bakstenen kerkgebouw in modernistische architectuur. De kerk heeft een grote glaspartij in enkele gevels, en ze heeft een losstaande open klokkentoren, eveneens uitgevoerd in baksteen.